# Szent Paraszkiva-templom (Lapusnyak)
A lapusnyaki Szent Paraszkiva-templom műemlékké nyilvánított épület Romániában, Hunyad megyében. A romániai műemlékek jegyzékében a  HD-II-m-A-03357 sorszámon szerepel.